# Serie A1 2017-2018 (pallavolo)
La Serie A1 2017-2018 si è svolta dal 14 ottobre 2017 al 29 aprile 2018: al torneo hanno partecipato dodici squadre di club italiane e la vittoria finale è andata per la seconda volta all'Imoco.

## Regolamento

### Formula
Le squadre hanno disputato un girone all'italiana, con gare di andata e ritorno, per un totale di ventidue giornate; al termine della regular season:
- Le prime otto classificate hanno acceduto ai play-off scudetto, strutturati in quarti di finale, giocati al meglio di due vittorie su tre gare, semifinali e finale, entrambe giocate al meglio di tre vittorie su cinque gare.
- Le ultime due classificate sono retrocesse in Serie A2[3].

### Criteri di classifica
Se il risultato finale è stato di 3-0 o 3-1 sono stati assegnati 3 punti alla squadra vincente e 0 a quella sconfitta, se il risultato finale è stato di 3-2 sono stati assegnati 2 punti alla squadra vincente e 1 a quella sconfitta.
L'ordine del posizionamento in classifica è stato definito in base a:
- Punti;
- Numero di partite vinte;
- Ratio dei set vinti/persi;
- Ratio dei punti realizzati/subiti.

## Squadre partecipanti
Al campionato di Serie A1 2017-18 hanno partecipato dodici squadre: quelle neopromosse dalla Serie A2 sono state il Filottrano, vincitrice della regular season, e il Pesaro, vincitrice dei play-off promozione; una squadra che ha avuto il diritto di partecipazione, ossia il Neruda, ha rinunciato all'iscrizione: al posto di questa è stata ripescata la SAB.
| Club            | Stagione | Città                       | Impianto               | Stagione precedente                                 |
| --------------- | -------- | --------------------------- | ---------------------- | --------------------------------------------------- |
| AGIL            | dettagli | Novara                      | PalaTerdoppio          | 3ª in Serie A1; Campione d'Italia                   |
| Bergamo         | dettagli | Bergamo                     | Palazzetto dello sport | 4ª in Serie A1; quarti di finale play-off scudetto  |
| Casalmaggiore   | dettagli | Casalmaggiore               | PalaRadi               | 2ª in Serie A1; semifinali play-off scudetto        |
| Filottrano      | dettagli | Filottrano                  | PalaBaldinelli         | 1ª in Serie A2                                      |
| Imoco           | dettagli | Conegliano                  | PalaVerde              | 1ª in Serie A1; semifinali play-off scudetto        |
| Pesaro          | dettagli | Pesaro                      | PalaCampanara          | 2ª in Serie A2; vincitrice play-off promozione      |
| Pro Victoria    | dettagli | Monza                       | Palazzetto dello Sport | 10ª in Serie A1; ottavi di finale play-off scudetto |
| River           | dettagli | Piacenza                    | PalaPanini             | 5ª in Serie A1; finale play-off scudetto            |
| SAB             | dettagli | Legnano                     | PalaBorsani            | 3ª in Serie A2; finale play-off promozione          |
| San Casciano    | dettagli | San Casciano in Val di Pesa | Nelson Mandela Forum   | 9ª in Serie A1; quarti di finale play-off scudetto  |
| Savino Del Bene | dettagli | Scandicci                   | Palazzetto dello Sport | 6ª in Serie A1; quarti di finale play-off scudetto  |
| UYBA            | dettagli | Busto Arsizio               | PalaPiantanida         | 7ª in Serie A1; quarti di finale play-off scudetto  |

## Torneo

### Regular season

#### Risultati
| Prima giornata |                             |     |                                   |
|                |                             |     |                                   |
| 14-10          | Casalmaggiore - Imoco       | 0-3 | 22-25, 20-25, 18-25               |
| 14-10          | AGIL - UYBA                 | 3-2 | 25-19, 25-27, 22-25, 25-23, 16-14 |
| 14-10          | River - Savino Del Bene     | 0-3 | 14-25, 12-25, 14-25               |
| 15-10          | San Casciano - Pro Victoria | 3-1 | 25-23, 21-25, 25-23, 25-23        |
| 15-10          | Filottrano - Pesaro         | 3-1 | 20-25, 25-12, 25-19, 25-18        |
| 15-10          | SAB - Bergamo               | 3-0 | 25-18, 25-14, 25-16               |

| Seconda giornata |                                 |     |                            |
|                  |                                 |     |                            |
| 25-10            | Imoco - San Casciano            | 3-1 | 20-25, 34-32, 25-21, 25-21 |
| 22-10            | Bergamo - River                 | 1-3 | 27-29, 25-19, 16-25, 18-25 |
| 21-10            | Savino Del Bene - Casalmaggiore | 3-0 | 25-18, 25-20, 25-19        |
| 21-10            | UYBA - Filottrano               | 3-0 | 25-18, 25-21, 25-16        |
| 22-10            | Pro Victoria - SAB              | 3-1 | 28-26, 21-25, 25-18, 25-14 |
| 22-10            | Pesaro - AGIL                   | 0-3 | 19-25, 19-25, 19-25        |

| Terza giornata |                                |     |                                   |
|                |                                |     |                                   |
| 29-10          | Bergamo - Casalmaggiore        | 1-3 | 12-25, 19-25, 25-21, 23-25        |
| 28-10          | River - UYBA                   | 2-3 | 25-22, 17-25, 18-25, 25-21, 13-15 |
| 29-10          | San Casciano - AGIL            | 0-3 | 14-25, 23-25, 13-25               |
| 28-10          | Pro Victoria - Savino Del Bene | 1-3 | 25-15, 17-25, 17-25, 14-25        |
| 29-10          | Filottrano - Imoco             | 0-3 | 15-25, 24-26, 16-25               |
| 28-10          | SAB - Pesaro                   | 1-3 | 25-18, 20-25, 22-25, 21-25        |

| Quarta giornata |                                |     |                                   |
|                 |                                |     |                                   |
| 05-11           | Imoco - SAB                    | 3-0 | 25-20, 25-20, 25-22               |
| 04-11           | Casalmaggiore - Pro Victoria   | 1-3 | 19-25, 25-20, 21-25, 13-25        |
| 05-11           | AGIL - Filottrano              | 3-1 | 19-25, 25-15, 25-22, 25-19        |
| 04-11           | UYBA - Bergamo                 | 3-1 | 25-14, 31-33, 25-11, 25-16        |
| 05-11           | San Casciano - Savino Del Bene | 0-3 | 14-25, 16-25, 14-25               |
| 05-11           | Pesaro - River                 | 2-3 | 25-27, 25-20, 22-25, 25-23, 12-15 |

| Quinta giornata |                              |     |                            |
|                 |                              |     |                            |
| 12-11           | Casalmaggiore - Pesaro       | 0-3 | 25-27, 23-25, 13-25        |
| 15-11           | Bergamo - Imoco              | 1-3 | 18-25, 25-22, 17-25, 19-25 |
| 15-11           | River - AGIL                 | 0-3 | 21-25, 20-25, 21-25        |
| 12-11           | Savino Del Bene - Filottrano | 3-0 | 25-17, 25-18, 25-19        |
| 12-11           | Pro Victoria - UYBA          | 1-3 | 23-25, 25-12, 20-25, 21-25 |
| 11-11           | SAB - San Casciano           | 3-1 | 25-20, 25-23, 17-25, 30-28 |

| Sesta giornata |                              |     |                                   |
|                |                              |     |                                   |
| 18-11          | Imoco - Pro Victoria         | 3-0 | 25-18, 25-13, 25-20               |
| 19-11          | AGIL - Bergamo               | 3-0 | 25-18, 25-16, 25-22               |
| 19-11          | UYBA - SAB                   | 3-0 | 30-28, 25-9, 25-15                |
| 19-11          | San Casciano - Casalmaggiore | 3-2 | 19-25, 25-27, 25-17, 25-22, 15-11 |
| 19-11          | Filottrano - River           | 0-3 | 18-25, 17-25, 23-25               |
| 19-11          | Pesaro - Savino Del Bene     | 2-3 | 25-23, 20-25, 12-25, 25-18, 10-15 |

| Settima giornata |                            |     |                                   |
|                  |                            |     |                                   |
| 22-11            | Casalmaggiore - Filottrano | 3-0 | 25-14, 25-15, 25-20               |
| 22-11            | Bergamo - San Casciano     | 3-2 | 23-25, 27-25, 27-25, 19-25, 15-13 |
| 22-11            | River - SAB                | 3-2 | 25-18, 19-25, 26-28, 25-20, 15-10 |
| 22-11            | Savino Del Bene - AGIL     | 0-3 | 18-25, 25-27, 21-25               |
| 22-11            | UYBA - Imoco               | 2-3 | 24-26, 17-25, 25-23, 26-24, 11-15 |
| 22-11            | Pro Victoria - Pesaro      | 2-3 | 23-25, 19-25, 25-22, 25-22, 12-15 |

| Ottava giornata |                           |     |                                   |
|                 |                           |     |                                   |
| 26-11           | Imoco - River             | 2-3 | 21-25, 21-25, 25-15, 25-9, 12-15  |
| 25-11           | AGIL - Casalmaggiore      | 3-2 | 24-26, 20-25, 25-23, 25-20, 16-14 |
| 27-11           | San Casciano - UYBA       | 2-3 | 25-14, 16-25, 22-25, 25-23, 11-15 |
| 26-11           | Filottrano - Pro Victoria | 1-3 | 25-15, 20-25, 17-25, 20-25        |
| 26-11           | Pesaro - Bergamo          | 3-0 | 25-17, 25-19, 25-19               |
| 26-11           | SAB - Savino Del Bene     | 0-3 | 13-25, 16-25, 22-25               |

| Nona giornata |                         |     |                                   |
|               |                         |     |                                   |
| 02-12         | Bergamo - Filottrano    | 3-1 | 24-26, 25-22, 25-19, 25-20        |
| 03-12         | River - San Casciano    | 1-3 | 21-25, 12-25, 25-19, 17-25        |
| 03-12         | Savino Del Bene - Imoco | 1-3 | 26-24, 22-25, 22-25, 23-25        |
| 03-12         | UYBA - Pesaro           | 3-0 | 25-20, 25-18, 26-24               |
| 03-12         | Pro Victoria - AGIL     | 3-2 | 25-23, 25-27, 21-25, 27-25, 16-14 |
| 03-12         | SAB - Casalmaggiore     | 3-2 | 18-25, 25-18, 15-25, 25-23, 23-21 |

| Decima giornata |                           |     |                                   |
|                 |                           |     |                                   |
| 08-12           | Casalmaggiore - UYBA      | 2-3 | 19-25, 25-17, 25-17, 19-25, 10-15 |
| 09-12           | AGIL - Imoco              | 2-3 | 25-20, 19-25, 25-16, 23-25, 11-15 |
| 10-12           | Savino Del Bene - Bergamo | 3-2 | 25-16, 26-28, 23-25, 25-18, 15-10 |
| 10-12           | Pro Victoria - River      | 2-3 | 21-25, 29-31, 25-20, 25-20, 11-15 |
| 10-12           | Filottrano - SAB          | 2-3 | 25-20, 25-16, 25-27, 23-25, 10-15 |
| 10-12           | Pesaro - San Casciano     | 3-2 | 25-17, 25-23, 20-25, 19-25, 15-6  |

| Undicesima giornata |                           |     |                                  |
|                     |                           |     |                                  |
| 16-12               | Imoco - Pesaro            | 3-0 | 25-23, 25-19, 25-19              |
| 17-12               | Bergamo - Pro Victoria    | 1-3 | 25-27, 22-25, 25-17, 19-25       |
| 17-12               | River - Casalmaggiore     | 3-1 | 25-20, 23-25, 25-17, 25-20       |
| 16-12               | UYBA - Savino Del Bene    | 2-3 | 25-16, 14-25, 26-24, 24-26, 9-15 |
| 17-12               | San Casciano - Filottrano | 3-0 | 25-18, 25-23, 25-21              |
| 17-12               | SAB - AGIL                | 0-3 | 25-27, 21-25, 16-25              |

| Dodicesima giornata |                             |     |                            |
|                     |                             |     |                            |
| 26-12               | Imoco - Casalmaggiore       | 3-1 | 25-16, 24-26, 25-21, 25-14 |
| 26-12               | UYBA - AGIL                 | 0-3 | 22-25, 20-25, 24-26        |
| 26-12               | Savino Del Bene - River     | 3-0 | 25-23, 25-14, 25-19        |
| 26-12               | Pro Victoria - San Casciano | 3-0 | 25-20, 25-20, 25-15        |
| 26-12               | Pesaro - Filottrano         | 3-1 | 23-25, 25-14, 25-18, 25-23 |
| 26-12               | Bergamo - SAB               | 3-0 | 25-20, 25-19, 25-23        |

| Tredicesima giornata |                                 |     |                                   |
|                      |                                 |     |                                   |
| 07-01                | San Casciano - Imoco            | 1-3 | 25-22, 11-25, 23-25, 12-25        |
| 07-01                | River - Bergamo                 | 3-0 | 25-22, 31-29, 25-18               |
| 06-01                | Casalmaggiore - Savino Del Bene | 3-1 | 25-19, 15-25, 25-21, 25-18        |
| 07-01                | Filottrano - UYBA               | 3-2 | 19-25, 25-19, 26-24, 17-25, 15-10 |
| 07-01                | SAB - Pro Victoria              | 0-3 | 18-25, 20-25, 13-25               |
| 07-01                | AGIL - Pesaro                   | 3-2 | 25-23, 27-25, 22-25, 19-25, 15-13 |

| Quattordicesima giornata |                                |     |                                   |
|                          |                                |     |                                   |
| 14-01                    | Casalmaggiore - Bergamo        | 2-3 | 25-19, 19-25, 19-25, 25-22, 10-15 |
| 13-01                    | UYBA - River                   | 3-1 | 25-18, 23-25, 25-18, 25-20        |
| 14-01                    | AGIL - San Casciano            | 3-0 | 25-19, 25-16, 25-22               |
| 14-01                    | Savino Del Bene - Pro Victoria | 3-1 | 16-25, 25-21, 25-23, 25-20        |
| 14-01                    | Imoco - Filottrano             | 3-0 | 25-19, 25-19, 28-26               |
| 14-01                    | Pesaro - SAB                   | 3-0 | 25-15, 25-21, 25-13               |

| Quindicesima giornata |                                |     |                                   |
|                       |                                |     |                                   |
| 17-01                 | SAB - Imoco                    | 0-3 | 20-25, 11-25, 15-25               |
| 17-01                 | Pro Victoria - Casalmaggiore   | 3-1 | 25-20, 25-18, 17-25, 25-20        |
| 17-01                 | Filottrano - AGIL              | 3-2 | 25-21, 25-22, 24-26, 15-25, 17-15 |
| 17-01                 | Bergamo - UYBA                 | 3-2 | 21-25, 21-25, 25-17, 25-22, 15-10 |
| 18-01                 | Savino Del Bene - San Casciano | 3-0 | 25-21, 25-23, 25-20               |
| 17-01                 | River - Pesaro                 | 3-0 | 25-13, 25-15, 25-21               |

| Sedicesima giornata |                              |     |                            |
|                     |                              |     |                            |
| 20-01               | Pesaro - Casalmaggiore       | 3-1 | 19-25, 25-23, 25-16, 25-21 |
| 21-01               | Imoco - Bergamo              | 3-1 | 25-22, 24-26, 25-13, 25-15 |
| 21-01               | AGIL - River                 | 3-0 | 25-22, 29-27, 25-23        |
| 21-01               | Filottrano - Savino Del Bene | 1-3 | 25-22, 18-25, 15-25, 17-25 |
| 21-01               | UYBA - Pro Victoria          | 3-0 | 25-23, 26-24, 25-18        |
| 21-01               | San Casciano - SAB           | 3-0 | 25-19, 25-18, 25-22        |

| Diciassettesima giornata |                              |     |                                   |
|                          |                              |     |                                   |
| 28-01                    | Pro Victoria - Imoco         | 3-1 | 25-18, 25-19, 21-25, 25-22        |
| 28-01                    | Bergamo - AGIL               | 3-2 | 25-23, 19-25, 28-26, 22-25, 15-11 |
| 27-01                    | SAB - UYBA                   | 3-1 | 25-22, 25-19, 21-25, 25-21        |
| 27-01                    | Casalmaggiore - San Casciano | 3-1 | 25-22, 26-24, 16-25, 25-17        |
| 28-01                    | River - Filottrano           | 3-0 | 25-21, 25-23, 25-22               |
| 28-01                    | Savino Del Bene - Pesaro     | 3-0 | 25-20, 25-13, 25-13               |

| Diciottesima giornata |                            |     |                                   |
|                       |                            |     |                                   |
| 04-02                 | Filottrano - Casalmaggiore | 3-1 | 25-21, 25-23, 22-25, 25-20        |
| 03-02                 | San Casciano - Bergamo     | 3-0 | 29-27, 30-28, 26-24               |
| 04-02                 | SAB - River                | 2-3 | 25-22, 29-27, 18-25, 13-25, 15-17 |
| 03-02                 | AGIL - Savino Del Bene     | 3-0 | 25-19, 27-25, 25-19               |
| 04-02                 | Imoco - UYBA               | 3-0 | 25-19, 25-17, 25-17               |
| 04-02                 | Pesaro - Pro Victoria      | 2-3 | 17-25, 25-16, 23-25, 25-22, 10-15 |

| Diciannovesima giornata |                           |     |                                   |
|                         |                           |     |                                   |
| 10-02                   | River - Imoco             | 2-3 | 26-24, 10-25, 25-22, 19-25, 13-15 |
| 10-02                   | Casalmaggiore - AGIL      | 3-1 | 25-23, 30-28, 15-25, 25-22        |
| 11-02                   | UYBA - San Casciano       | 3-1 | 25-16, 25-22, 20-25, 25-18        |
| 10-02                   | Pro Victoria - Filottrano | 3-1 | 25-9, 18-25, 25-22, 25-23         |
| 11-02                   | Bergamo - Pesaro          | 3-0 | 25-19, 26-24, 25-23               |
| 11-02                   | Savino Del Bene - SAB     | 3-0 | 25-14, 25-13, 25-17               |

| Ventesima giornata |                         |     |                                   |
|                    |                         |     |                                   |
| 25-02              | Filottrano - Bergamo    | 3-1 | 16-25, 25-20, 26-24, 25-17        |
| 25-02              | San Casciano - River    | 3-0 | 27-25, 25-18, 25-23               |
| 25-02              | Imoco - Savino Del Bene | 0-3 | 14-25, 22-25, 20-25               |
| 25-02              | Pesaro - UYBA           | 3-0 | 25-22, 25-18, 25-23               |
| 24-02              | AGIL - Pro Victoria     | 3-1 | 25-16, 25-15, 22-25, 25-19        |
| 25-02              | Casalmaggiore - SAB     | 3-2 | 25-18, 15-25, 25-21, 23-25, 21-19 |

| Ventunesima giornata |                           |     |                                   |
|                      |                           |     |                                   |
| 05-03                | UYBA - Casalmaggiore      | 3-1 | 22-25, 25-14, 25-15, 25-18        |
| 04-03                | Imoco - AGIL              | 2-3 | 21-25, 22-25, 25-19, 25-16, 11-15 |
| 03-03                | Bergamo - Savino Del Bene | 1-3 | 22-25, 25-23, 19-25, 17-25        |
| 04-03                | River - Pro Victoria      | 2-3 | 25-23, 25-19, 21-25, 21-25, 12-15 |
| 04-03                | SAB - Filottrano          | 1-3 | 25-18, 22-25, 23-25, 20-25        |
| 04-03                | San Casciano - Pesaro     | 3-0 | 25-16, 25-18, 25-20               |

| Ventiduesima giornata |                           |     |                                   |
|                       |                           |     |                                   |
| 10-03                 | Pesaro - Imoco            | 3-1 | 19-25, 26-24, 25-21, 25-20        |
| 10-03                 | Pro Victoria - Bergamo    | 3-2 | 21-25, 25-21, 25-23, 19-25, 15-13 |
| 10-03                 | Casalmaggiore - River     | 2-3 | 25-17, 25-20, 21-25, 24-26, 10-15 |
| 10-03                 | Savino Del Bene - UYBA    | 3-2 | 24-26, 20-25, 25-13, 26-24, 15-10 |
| 10-03                 | Filottrano - San Casciano | 3-2 | 25-18, 20-25, 28-30, 25-22, 15-13 |
| 10-03                 | AGIL - SAB                | 3-0 | 25-20, 25-16, 25-21               |

#### Classifica
| Pos. | Squadra         | Pt | G  | V  | P  | SV | SP | Ratio | PF    | PS    | Ratio |
| ---- | --------------- | -- | -- | -- | -- | -- | -- | ----- | ----- | ----- | ----- |
| 1.   | AGIL            | 51 | 22 | 17 | 5  | 60 | 25 | 2,400 | 1 992 | 1 778 | 1,120 |
| 2.   | Savino Del Bene | 50 | 22 | 18 | 4  | 56 | 24 | 2,333 | 1 865 | 1 560 | 1,195 |
| 3.   | Imoco           | 50 | 22 | 17 | 5  | 57 | 27 | 2,111 | 1 962 | 1 701 | 1,153 |
| 4.   | UYBA            | 39 | 22 | 12 | 10 | 49 | 41 | 1,195 | 1 977 | 1 899 | 1,041 |
| 5.   | Pro Victoria    | 37 | 22 | 13 | 9  | 48 | 42 | 1,142 | 1 989 | 1 943 | 1,023 |
| 6.   | River           | 33 | 22 | 12 | 10 | 44 | 44 | 1,000 | 1 888 | 1 939 | 0,973 |
| 7.   | Pesaro          | 32 | 22 | 10 | 12 | 39 | 44 | 0,886 | 1 776 | 1 820 | 0,975 |
| 8.   | San Casciano    | 27 | 22 | 8  | 14 | 37 | 46 | 0,804 | 1 807 | 1 881 | 0,960 |
| 9.   | Casalmaggiore   | 23 | 22 | 6  | 16 | 37 | 54 | 0,685 | 1 924 | 2 037 | 0,944 |
| 10.  | Bergamo         | 19 | 22 | 7  | 15 | 33 | 54 | 0,611 | 1 848 | 2 025 | 0,912 |
| 11.  | Filottrano      | 19 | 22 | 7  | 15 | 29 | 55 | 0,527 | 1 753 | 1 937 | 0,905 |
| 12.  | SAB (-5)        | 11 | 22 | 5  | 17 | 24 | 57 | 0,421 | 1 642 | 1 903 | 0,862 |

      Qualificata ai play-off scudetto.
      Retrocessa in Serie A2.
Note:
La SAB ha scontato 1 punto di penalizzazione per non aver ottemperato nei modi e termini previsti al pagamento di propri tesserati.
La SAB ha scontato 4 punti di penalizzazione per il mancato deposito della documentazione attestante il pagamento dei compensi.

### Play-off scudetto

#### Tabellone
|  | Quarti di finale | Quarti di finale | Quarti di finale | Quarti di finale | Quarti di finale |   |                 | Semifinali | Semifinali | Semifinali | Semifinali | Semifinali | Semifinali | Semifinali |  |   | Finale | Finale | Finale | Finale | Finale | Finale | Finale |
|  |                  |                  |                  |                  |                  |   |                 |            |            |            |            |            |            |            |  |   |        |        |        |        |        |        |        |
|  | 1                | AGIL             | 3                | 3                |                  |   |                 |            |            |            |            |            |            |            |  |   |        |        |        |        |        |        |        |
|  | 1                | AGIL             | 3                | 3                |                  |   |                 |            |            |            |            |            |            |            |  |   |        |        |        |        |        |        |        |
|  | 8                | San Casciano     | 1                | 1                |                  |   |                 |            |            |            |            |            |            |            |  |   |        |        |        |        |        |        |        |
|  | 8                | San Casciano     | 1                | 1                |                  | 1 | AGIL            | 3          | 3          | 3          |            |            |            |            |  |   |        |        |        |        |        |        |        |
|  |                  |                  |                  |                  |                  | 1 | AGIL            | 3          | 3          | 3          |            |            |            |            |  |   |        |        |        |        |        |        |        |
|  |                  |                  |                  |                  |                  |   |                 | 4          | UYBA       | 0          | 0          | 0          |            |            |  |   |        |        |        |        |        |        |        |
|  | 4                | UYBA             | 1                | 3                | 3                |   |                 | 4          | UYBA       | 0          | 0          | 0          |            |            |  |   |        |        |        |        |        |        |        |
|  | 4                | UYBA             | 1                | 3                | 3                |   |                 |            |            |            |            |            |            |            |  |   |        |        |        |        |        |        |        |
|  | 5                | Pro Victoria     | 3                | 1                | 0                |   |                 |            |            |            |            |            |            |            |  |   |        |        |        |        |        |        |        |
|  | 5                | Pro Victoria     | 3                | 1                | 0                |   |                 |            |            |            |            |            |            |            |  | 1 | AGIL   | 3      | 2      | 0      | 1      |        |        |
|  |                  |                  |                  |                  |                  |   |                 |            |            |            |            |            |            |            |  | 1 | AGIL   | 3      | 2      | 0      | 1      |        |        |
|  |                  |                  |                  |                  |                  |   |                 |            |            |            |            |            |            |            |  |   | 3      | Imoco  | 0      | 3      | 3      | 3      |        |
|  | 2                | Savino Del Bene  | 3                | 3                |                  |   |                 |            |            |            |            |            |            |            |  |   | 3      | Imoco  | 0      | 3      | 3      | 3      |        |
|  | 2                | Savino Del Bene  | 3                | 3                |                  |   |                 |            |            |            |            |            |            |            |  |   |        |        |        |        |        |        |        |
|  | 7                | Pesaro           | 0                | 1                |                  |   |                 |            |            |            |            |            |            |            |  |   |        |        |        |        |        |        |        |
|  | 7                | Pesaro           | 0                | 1                |                  | 2 | Savino Del Bene | 0          | 1          | 0          |            |            |            |            |  |   |        |        |        |        |        |        |        |
|  |                  |                  |                  |                  |                  | 2 | Savino Del Bene | 0          | 1          | 0          |            |            |            |            |  |   |        |        |        |        |        |        |        |
|  |                  |                  |                  |                  |                  |   |                 | 3          | Imoco      | 3          | 3          | 3          |            |            |  |   |        |        |        |        |        |        |        |
|  | 3                | Imoco            | 3                | 3                |                  |   |                 | 3          | Imoco      | 3          | 3          | 3          |            |            |  |   |        |        |        |        |        |        |        |
|  | 3                | Imoco            | 3                | 3                |                  |   |                 |            |            |            |            |            |            |            |  |   |        |        |        |        |        |        |        |
|  | 6                | River            | 0                | 1                |                  |   |                 |            |            |            |            |            |            |            |  |   |        |        |        |        |        |        |        |
|  | 6                | River            | 0                | 1                |                  |   |                 |            |            |            |            |            |            |            |  |   |        |        |        |        |        |        |        |

#### Risultati

##### Quarti di finale
| Gara 1 |                          |     |                            |
|        |                          |     |                            |
| 17-03  | AGIL - San Casciano      | 3-1 | 25-20, 25-15, 24-26, 25-16 |
| 17-03  | UYBA - Pro Victoria      | 1-3 | 25-19, 19-25, 23-25, 23-25 |
| 18-03  | Savino Del Bene - Pesaro | 3-0 | 25-15, 25-21, 25-21        |
| 18-03  | Imoco - River            | 3-0 | 25-16, 25-16, 25-16        |

| Gara 2 |                          |     |                            |
|        |                          |     |                            |
| 25-03  | San Casciano - AGIL      | 1-3 | 25-17, 23-25, 22-25, 22-25 |
| 25-03  | Pro Victoria - UYBA      | 1-3 | 10-25, 25-17, 15-25, 18-25 |
| 24-03  | Pesaro - Savino Del Bene | 1-3 | 25-23, 20-25, 23-25, 19-25 |
| 25-03  | River - Imoco            | 1-3 | 19-25, 23-25, 25-23, 20-25 |

| Gara 3 |                     |     |                     |
|        |                     |     |                     |
| 28-03  | UYBA - Pro Victoria | 3-0 | 25-18, 25-19, 25-17 |

##### Semifinali
| Gara 1 |                         |     |                     |
|        |                         |     |                     |
| 02-04  | AGIL - UYBA             | 3-0 | 25-21, 25-19, 25-16 |
| 31-03  | Savino Del Bene - Imoco | 0-3 | 23-25, 23-25, 20-25 |

| Gara 2 |                         |     |                            |
|        |                         |     |                            |
| 08-04  | AGIL - UYBA             | 3-0 | 25-19, 25-18, 25-22        |
| 07-04  | Imoco - Savino Del Bene | 3-1 | 17-25, 25-19, 25-16, 25-19 |

| Gara 3 |                         |     |                     |
|        |                         |     |                     |
| 11-04  | UYBA - AGIL             | 0-3 | 20-25, 15-25, 24-25 |
| 10-04  | Savino Del Bene - Imoco | 0-3 | 22-25, 23-25, 16-25 |

##### Finale
| Gara 1 |              |     |                     |
|        |              |     |                     |
| 18-04  | AGIL - Imoco | 3-0 | 25-23, 25-20, 25-21 |

| Gara 2 |              |     |                                   |
|        |              |     |                                   |
| 21-04  | Imoco - AGIL | 3-2 | 30-28, 25-15, 23-25, 20-25, 15-13 |

| Gara 3 |              |     |                     |
|        |              |     |                     |
| 25-04  | AGIL - Imoco | 0-3 | 12-25, 19-25, 19-25 |

| Gara 4 |              |     |                            |
|        |              |     |                            |
| 29-04  | Imoco - AGIL | 3-1 | 28-26, 25-21, 22-25, 25-12 |

## Verdetti
| Squadra         | Qualificazione           |
| --------------- | ------------------------ |
| AGIL            | Champions League 2018-19 |
| Imoco           | Champions League 2018-19 |
| Savino Del Bene | Champions League 2018-19 |
| UYBA            | Coppa CEV 2018-19        |
| Pro Victoria    | Challenge Cup 2018-19    |
| Filottrano      | Serie A2 2018-19         |
| SAB             | Serie A2 2018-19         |

## Statistiche
| Rendimento individuale | Rendimento individuale | Rendimento individuale | Rendimento individuale |
| Pos.                   | Nome                   | Punti                  | Squadra                |
| ---------------------- | ---------------------- | ---------------------- | ---------------------- |
| 1                      | Isabelle Haak          | 491                    | Savino Del Bene        |
| 2                      | Paola Egonu            | 454                    | AGIL                   |
| 3                      | Katarina Barun         | 388                    | River                  |
| 4                      | Celeste Plak           | 369                    | AGIL                   |
| 5                      | Serena Ortolani        | 362                    | Pro Victoria           |
| 6                      | Michelle Bartsch       | 354                    | UYBA                   |
| 7                      | Indre Sorokaite        | 351                    | San Casciano           |
| 8                      | Valentina Diouf        | 340                    | UYBA                   |
| 9                      | Kimberly Hill          | 323                    | Imoco                  |
| 9                      | Roslandy Acosta        | 323                    | Bergamo                |

| Attacchi vincenti | Attacchi vincenti | Attacchi vincenti | Attacchi vincenti |
| Pos.              | Nome              | Punti             | Squadra           |
| ----------------- | ----------------- | ----------------- | ----------------- |
| 1                 | Isabelle Haak     | 429               | Savino Del Bene   |
| 2                 | Paola Egonu       | 406               | AGIL              |
| 3                 | Katarina Barun    | 342               | River             |
| 4                 | Serena Ortolani   | 330               | Pro Victoria      |
| 5                 | Celeste Plak      | 315               | AGIL              |
| 6                 | Valentina Diouf   | 308               | UYBA              |
| 7                 | Michelle Bartsch  | 303               | UYBA              |
| 8                 | Indre Sorokaite   | 296               | San Casciano      |
| 9                 | Roslandy Acosta   | 285               | Bergamo           |
| 10                | Camilla Mingardi  | 282               | SAB/ River        |
| 10                | Kimberly Hill     | 282               | Imoco             |

| Muri vincenti | Muri vincenti     | Muri vincenti | Muri vincenti   |
| Pos.          | Nome              | Punti         | Squadra         |
| ------------- | ----------------- | ------------- | --------------- |
| 1             | Adenízia da Silva | 84            | Savino Del Bene |
| 2             | Jaroslava Pencová | 66            | SAB             |
| 2             | Rossella Olivotto | 66            | Pesaro          |
| 4             | Freya Aelbrecht   | 64            | Pesaro          |
| 5             | Sara Hutinski     | 60            | Filottrano      |
| 6             | Jovana Stevanović | 58            | Casalmaggiore   |
| 7             | Francesca Devetag | 54            | Pro Victoria    |
| 8             | Beatrice Berti    | 53            | UYBA            |
| 9             | Robin de Kruijf   | 51            | Imoco           |
| 10            | Laura Heyrman     | 49            | River           |

| Battute vincenti | Battute vincenti  | Battute vincenti | Battute vincenti |
| Pos.             | Nome              | Punti            | Squadra          |
| ---------------- | ----------------- | ---------------- | ---------------- |
| 1                | Micha Hancock     | 41               | Pro Victoria     |
| 2                | Samantha Bricio   | 36               | Imoco            |
| 3                | Isabelle Haak     | 34               | Savino Del Bene  |
| 4                | Valentina Tirozzi | 30               | San Casciano     |
| 5                | Indre Sorokaite   | 28               | San Casciano     |
| 6                | Alice Degradi     | 26               | SAB              |
| 7                | Michelle Bartsch  | 23               | UYBA             |
| 8                | Paola Egonu       | 22               | AGIL             |
| 9                | Edina Begić       | 21               | Pro Victoria     |
| 10               | Kimberly Hill     | 20               | Imoco            |
| 10               | Martina Guiggi    | 20               | Casalmaggiore    |

| Ricezioni perfette | Ricezioni perfette    | Ricezioni perfette | Ricezioni perfette |
| Pos.               | Nome                  | Prf.               | Squadra            |
| ------------------ | --------------------- | ------------------ | ------------------ |
| 1                  | Yamila Nizetich       | 334                | Pesaro             |
| 2                  | Caterina Bosetti      | 298                | River              |
| 3                  | Ilaria Spirito        | 295                | UYBA               |
| 4                  | Alessia Ghilardi      | 291                | Pesaro             |
| 5                  | Beatrice Parrocchiale | 275                | San Casciano       |
| 6                  | Valentina Tirozzi     | 271                | San Casciano       |
| 7                  | Michelle Bartsch      | 269                | UYBA               |
| 8                  | Paola Cardullo        | 236                | Bergamo            |
| 9                  | Francesca Piccinini   | 224                | AGIL               |
| 10                 | Chiara Arcangeli      | 219                | Pro Victoria       |

NB: I dati sono riferiti esclusivamente alla regular season.